# Omdirigering

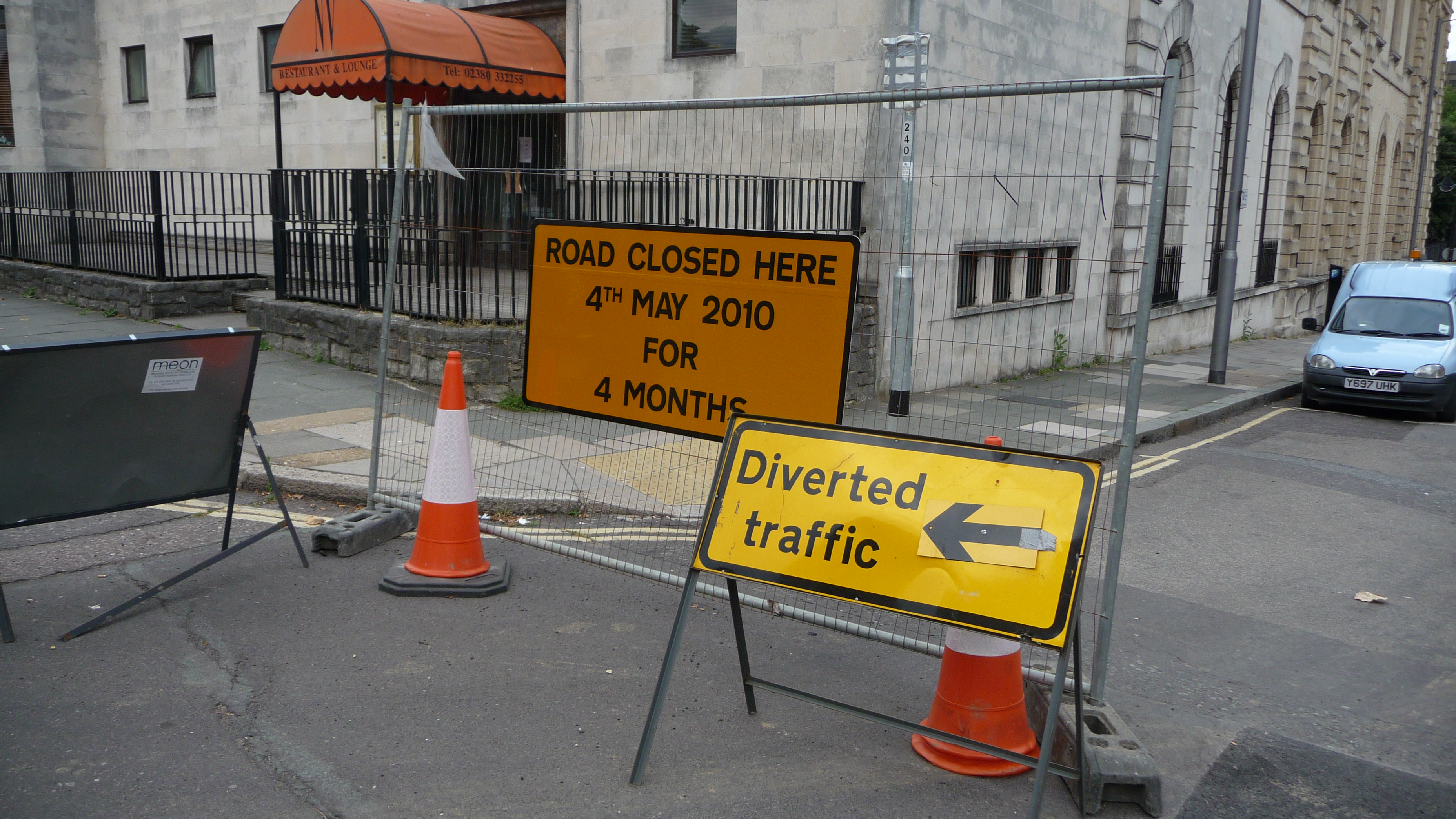
Skyltning för omdirigering (diversion) av brittisk vägtrafik.

Symbol för dubbel omdirigering inom datorprogrammering (MediaWiki).

Omdirigering används som begrepp inom exempelvis vägtrafik, spårbunden trafik och datateknik. Det används för att – tillfälligt eller permanent – leda en trafik till sitt mål via en ny väg. Ett liknande begrepp inom postväsendet är eftersändning.

## Väg- och spårtrafik
I den första betydelsen syftar det på skyltning eller omdirigering via trafikpoliser (eller annan personal) som visar på alternativ väg när den ordinarie vägen blivit oframkomlig. Orsaken kan vara vägbygge, trafikolycka eller något annat som blockerar den ordinarie vägen.

## Datateknik
I den andra betydelsen programmerar man ett datorsystem – exempelvis på webben eller via e-post – så att en webblänk eller ett e-brev kan nå sitt mål, även om den ursprungliga adressen har ändrats. Begreppet omdirigering heter på engelska redirect, vilket är det vanligaste ordet inom datorprogrammering. En svensk synonym till omdirigering är vidarelänkning.

### Ompekning
Ett liknande begrepp är ompekning (engelska: redelegation). Där bibehålls en webbadress, medan den kopplade IP-adressen ändras.

## Eftersändning
Begreppet omdirigering motsvaras inom traditionell (svensk) posthantering av begreppet eftersändning, vilket beställs i samband med att någon byter adress. Eftersändning är i regel en tillfällig tjänst, i väntan på att den flyttande på egen hand meddelat den nya adressen till alla sina kontakter. Tjänsten eftersändning är i regel kopplad till ett meddelande till offentliga myndigheter, som informeras om adressändringen och ändrar i sina register.

## Källhänvisningar
1. ↑  "Hur skapar jag en omdirigering på mitt webbhotell?". Arkiverad 24 oktober 2014 hämtat från the Wayback Machine. Surftown.se. Läst 24 oktober 2014.
2. ↑  "Språkwebben – Ordlistan". Arkiverad 24 oktober 2014 hämtat från the Wayback Machine. Idg.se. Läst 24 oktober 2014.
3. ↑  "Flyttanmälan - eftersändning". Adressandring.se. Läst 24 oktober 2014.